# Mars (Mythologie)

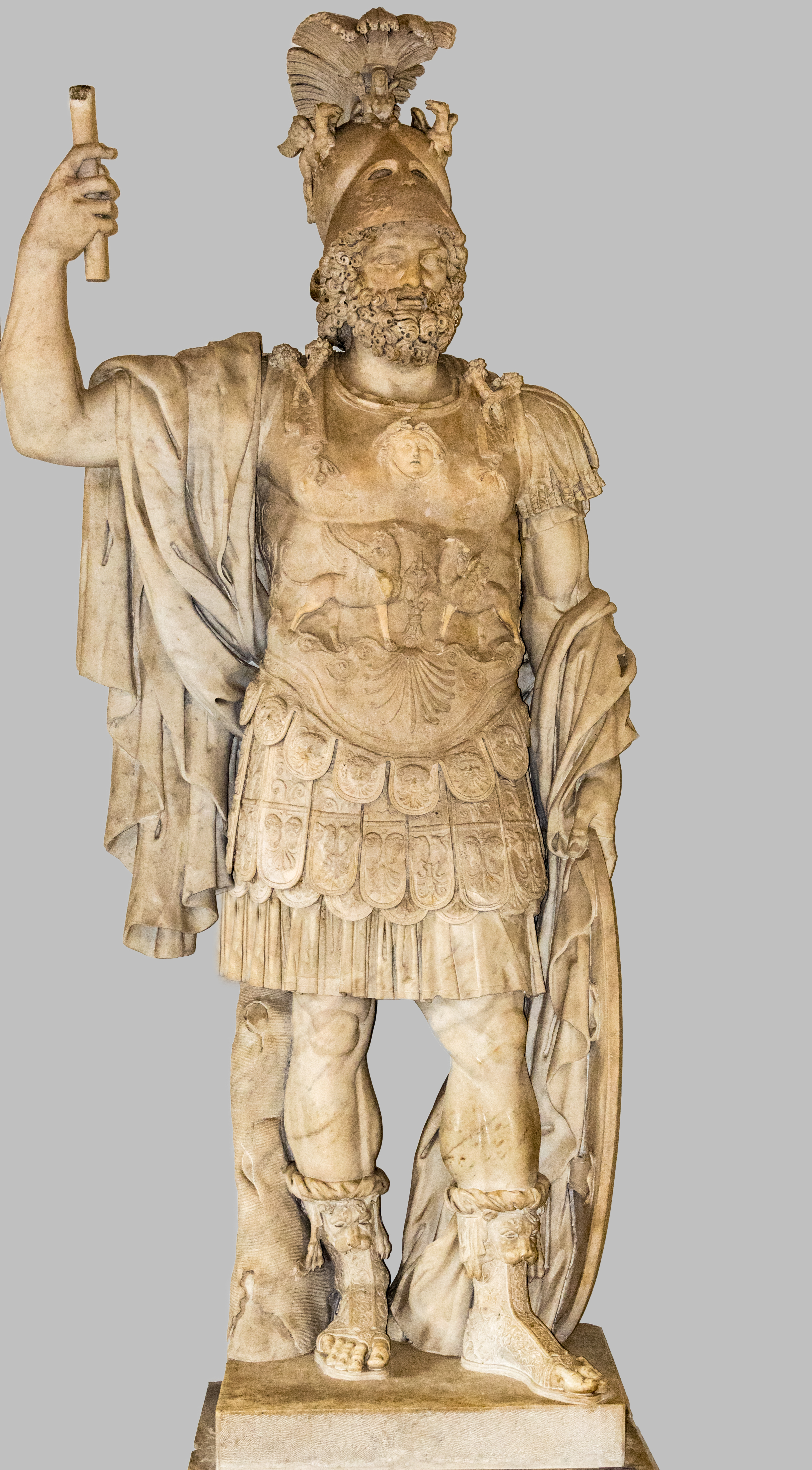
Statue des Mars Ultor (Der Rächer) in den Kapitolinischen Museen in Rom (frühes 2. Jahrhundert, ursprünglich aus dem Forum Transitorium)

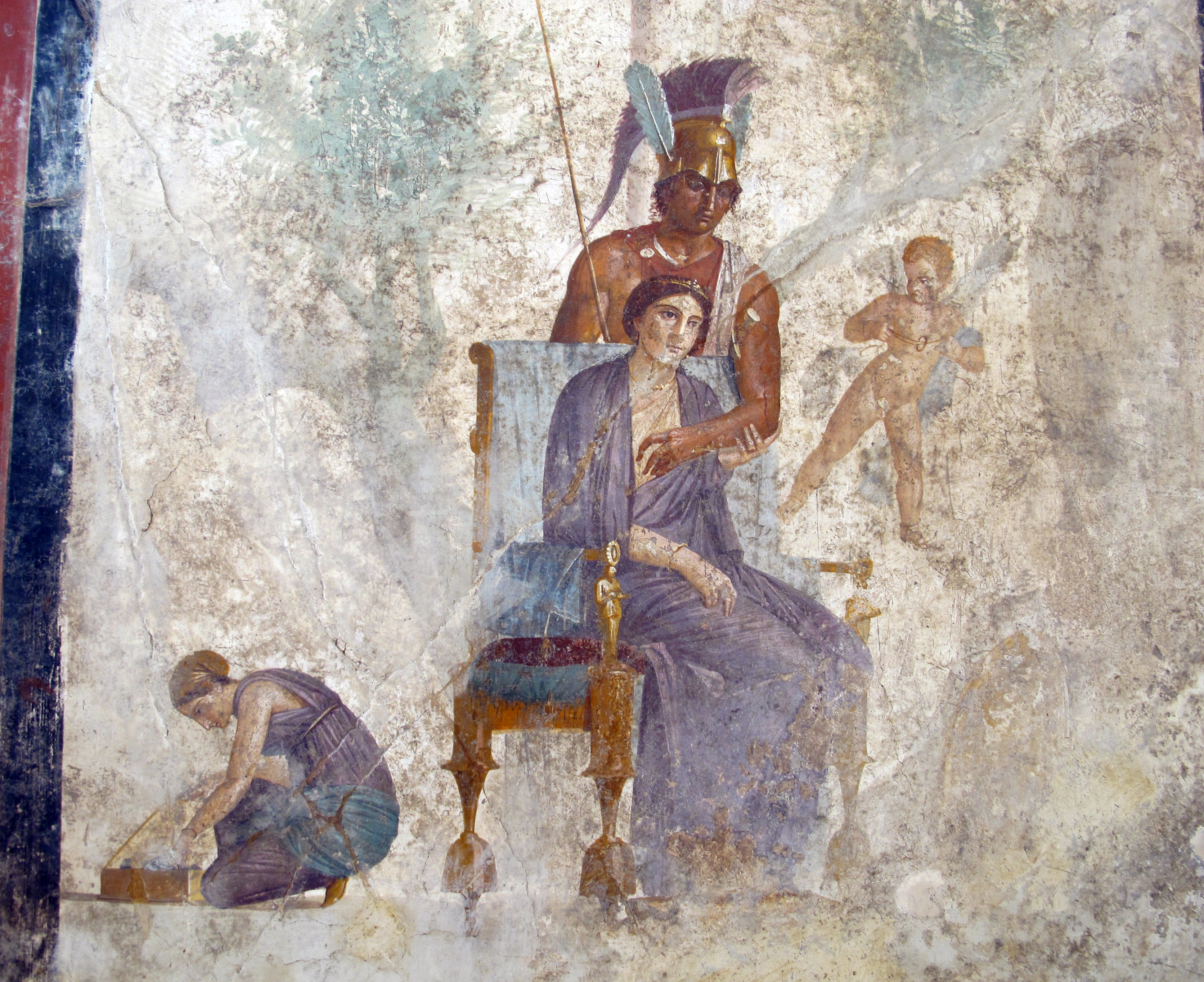
Venus und Mars, Wandgemälde aus Pompeji, 1. Jh., Museo Archeologico Nazionale, Neapel

Mars (auch Mavors, Marmar, Mamers, zudem Ma(r)spiter genannt) war einer der zentralen Götter in der antiken italischen Religion, vor allem in Rom. Er wurde später als Kriegsgott mit dem griechischen Ares gleichgesetzt, unterschied sich von diesem aber durch seine größere Bedeutung und die lebhaftere kultische Verehrung; er ist neben Jupiter der wichtigste römische Gott. Die Namen „Ares“ und „Mars“ könnten auch etymologisch verwandt sein.
Außer in Rom wurde Mars an zahlreichen Orten Italiens verehrt; das Volk der Marser leitete von ihm sogar seinen Namen ab. In Rom bildete Mars zusammen mit Jupiter und Quirinus eine Götterdreiheit. In der Gründungslegende Roms ist Mars der Vater der Zwillinge Romulus und Remus und somit Stammvater der Römer. Der Monat März, bei den Römern ursprünglich der erste Monat des Jahres, war dem Mars geweiht.
Unter griechischem Einfluss wurden auch mythologische Erzählungen über den Gott analog zu Ares konstruiert; demnach sei er Sohn der Juno gewesen; sie sei an einer Orchidee vorbeigegangen, die verblühte, und war mit Mars schwanger.
Wie Ares galt Mars als Gott des Krieges, aber gewisse Einzelheiten in seinem Kult deuten auch darauf, dass er als Agrargottheit mit dem Gedeihen der Vegetation verbunden wurde. Priester des Mars in Rom war der Flamen Martialis; außerdem führten die Salii Palatini Kulthandlungen für ihn durch. Beim Fest des Mars (wie auch des Quirinus) zog die Tanzpriesterschaft in alter Kriegsbekleidung singend und tanzend durch Rom. Ursprünglich wurde Mars außerhalb der Stadt auf dem nach ihm benannten Marsfeld (Campus Martius) verehrt, bis Augustus einen Tempel des Mars Ultor (der „Rächer“, nämlich an den Mördern Caesars) auf seinem Forum errichten ließ.
Im März und im Oktober fanden Mars zu Ehren Prozessionen auf dem Marsfeld statt. Spiele zu seinen Ehren gab es am 12. Mai und am 1. August. Geopfert wurden ihm am 15. Oktober Pferde, bei den Suovetaurilia auch Rinder. Dem zweiten König von Rom, Numa Pompilius, soll Mars persönlich erschienen sein. Als in die Schlacht Ziehender führte Mars den Beinamen Gradivus. Der zweite römische Kriegsgott, Quirinus, galt später mitunter nur als andere Erscheinungsform des Mars.
Im keltisch-germanischen Raum wurde Mars mit zahlreichen einheimischen Göttern identifiziert. Nach Mars wurde der ursprünglich dritte (heute zweite) Wochentag Martis dies genannt („Tag des Mars“), daher italienisch martedi, französisch mardi und albanisch e martë. Die Germanen setzten ihn mit Tiu gleich, daher deutsch Dienstag.
Das Attribut des Mars ist die Lanze, gezeigt wird er auch mit Helm und Schild sowie Schwert. Das Zeichen des Mars ist ein Kreis mit einem nach rechts oben gerichteten Pfeil, auch als Symbol des männlichen Geschlechts und der Männlichkeit bekannt. Dem Mars heilig waren Wolf, Stier, Pferd, Greifvögel, Geier, Hahn und Specht sowie das Gras. Der lateinische Name Marcus bedeutet „dem Mars geweiht“.

Der rote Planet Mars ist nach diesem Gott benannt. Wenn etwas einen eindeutig kriegerischen Zusammenhang hat, spricht man heute noch von „martialisch“, also „dem Gott Mars zugehörig“, daher kommt auch der Name Martin.